# Yinjiacheng
Yinjiacheng är en köping i nordvästra Kina. Den ligger i Zhenyuan härad i Qingyang i provinsen Gansu,  omkring 280 kilometer öster om provinshuvudstaden Lanzhou. Antalet invånare är 6 418. Befolkningen består av 3 148 kvinnor och 3 270 män. Barn under 15 år utgör 24,0 %, vuxna 15-64 år 66 %, och äldre över 65 år 9,0 %.